# Kvietism
Kvietism (av latin quies ro, vila) är en mystisk-religiös riktning med ursprung från den spanske mystikern Miguel de Molinos (1640–1697).
Inom den romersk-katolska kyrkan spreds från och med senare hälften av 1500-talet en ny stark strömning av religiös mystik. Tidigaste och starkaste uttryck fick den i Spanien, där den bl.a. representerades av Teresa av Ávila (1515–1582) och Johannes av Korset (1542–1591). Andra betydande representanter för denna mystik var bland andra François de Sales (1567–1622) och dennes biktdotter, Francoise de Chantal (1572–1641). Av dessas tankar är också Molinos starkt påverkad; det är däremot okänt huruvida det fanns något samband mellan honom och den av kyrkan tidigare fördömda Alumbradossekten.
Emedan den mystiska strömning representerad av Teresa av Ávila, Johannes av Korset, med flera, stöddes av den katolska kyrkan, så föll snart Molinos' särskilda riktning i onåd och fördömdes, varefter den utsattes för repression främst av jesuitorden. Denna mystika riktning går under beteckningen kvietism, vartill räknas Jeanne Marie Bouvier de la Motte Guyon och, i mildare form riktningens försvarare François Fénelon.
En skillnad mellan kvietism och katolska kyrkans accepterade mystik, är kvietismens starka betoning av viljan vid det passiva uppgåendet i Gud, och dess krav på det fullständiga utrotandet av varje egen önskan eller vilja, den så kallade "heliga likgiltigheten". Ur kärleken till Gud måste varje tanke på själens eget öde utrotas: människan måste sträva efter den "ointresserade kärleken", som älskar Gud, även om det skulle behaga honom att till sin ära döma henne till helvetet. Bönen blir egentligen blott ett uttryck för den fullständiga resignationen inför Gud: den fullkomlige ber blott den enda bönen: ske din vilja.
Den viktigaste anledningen till misstänksamheten från katolska kyrkans sida låg i den ringaktning för de yttre kyrkliga fromhetsövningarna, till vilken kvietismens prisande av "den stilla bönen" troddes kunna leda. Man anbefallde daglig kommunion. Anklagelser mot kvietismen om antinomistiska tendenser tycks sakna verklighetsbakgrund.
Madame Guyons och Miguel de Molinos böcker var mycket lästa även i Sverige, bland annat av den svenske mystikern Hjalmar Ekström.